# Chiesa di San Donato (San Donato di Cittadella)
La chiesa di San Donato, nota anche con il titolo di pieve, è la parrocchiale di San Donato, frazione di Cittadella, in provincia e diocesi di Padova; fa parte del vicariato di Cittadella.

## Storia
La primitiva chiesa di San Donato sorse molto probabilmente nel VI secolo sulle fondamenta d'un antico tempietto pagano. Si trattava della più antica pieve della zona, anticipando di diversi secoli la fondazione del duomo di Cittadella. Nel 1376 papa Gregorio XI ne trasferì titoli e giurisdizione proprio al duomo, che, da allora, ha come compatrono san Donato.
L'edificio fu ricostruito nel IX secolo e distrutto dal terremoto del 1117. L'attuale risale al XII secolo. Nel Cinquecento furono realizzati la sacrestia e il campanile e, nel secolo successivo, venne rifatto il tetto. Nel 1838 crollò la parte anteriore della chiesa, che non fu più ricostruita, dato che, nel 1840, la facciata venne arretrata. Ancora oggi sono visibili e resti dei muri perimetrali della parte andata distrutta. L'edificio fu danneggiato durante la seconda guerra mondiale e, nel 1967, subì alcuni lavori di ripristino, che portarono al parziale rifacimento del tetto, alla modifica dell'abside ed alla demolizione del campanile. Nel 1984 la pieve fu nuovamente eretta a parrocchiale, dopo che, secoli addietro, lo stesso titolo era stato traslato al duomo di Cittadella.